# Serranilla
Serranilla je název částečně ponořeného atolu a okolní mělčiny v západním Karibiku. Nachází se přibližně 350 km od pobřeží Nikaraguy a 280 km od Jamajky. Nejbližší pevninou je útes Bajo Nuevo (110 km). Je dlouhý 45 km, široký 37 km a rozkládá se na ploše kolem 1200 km². Sestává z korálových útesů, skalisek a několika plochých ostrůvků v jeho jižní a východní části. Většina plochy mělčiny zůstává při odlivu nad vodní hladinou.
Je spravován Kolumbií v rámci departementu San Andrés a Providencia. Společně s blízkým Bajo Nuevo je Serranilla předmětem mezinárodní rozepře ohledně jeho vlastnictví mezi Kolumbií, Hondurasem, Jamajkou a Spojenými státy americkými. USA si území pasivně nárokují na základě tzv. Zákona o guánových ostrovech. Další zúčastněnou stranou sporu byla Nikaragua, ale v roce 2011 rozhodl Mezinárodní soudní dvůr ve sporu mezi Nikaraguou a Kolumbií ve prospěch Kolumbie.